# Список прапороносців Намібії на Олімпійських іграх
Це список прапороносців, які представляли Намібію на Олімпійських іграх.
Прапороносці несуть національний прапор своєї країни на церемонії відкриття Олімпійських ігор.

## Список
| # | Рік, Місце          | Сезон | Ім'я прізвище    | Вид спорту     |
| - | ------------------- | ----- | ---------------- | -------------- |
| 1 | 1992 Барселона      | літо  | Френкі Фредерікс | Легка атлетика |
| 2 | 1996 Атланта        | літо  | Фредгельм Сак    | Стрільба       |
| 3 | 2000 Сідней         | літо  | Алі Нуумбембе    | Бокс           |
| 4 | 2004 Афіни          | літо  | Паулус Амбунду   | Бокс           |
| 5 | 2008 Пекін          | літо  | Менні Гейманс    | Велоспорт      |
| 6 | 2012 Лондон         | літо  | Габі Аренс       | Стрільба       |
| 7 | 2016 Ріо-де-Жанейро | літо  | Джонас Джуніас   | Бокс           |